# Устипрача
Устипрача је насељено мјесто у општини Ново Горажде, у источном дијелу Републике Српске, БиХ. Према прелиминарним подацима пописа становништва 2013. године, у Устипрачи је пописано 260 лица.

## Географија
Устипрача се налази на ушћу ријеке Праче у Дрину. Отуда потиче и назив места, кованица од ријечи "Ушће Праче".

## Историја
Сарајевско шумско-индустријско предузеће „Шипад” имало је прије Другог свјетског рата једну од стругара (пилана) у Устипрачи. Код Устипраче је била подигнута велика брана (устава) на Дрини, која је заустављала пловеће балване одсјечене још на Дурмитору и другим планинама. Ту су ови извлачени на суво и обрађивани у стругари. Посла у истој привредној сфери имало је и за предузеће „Дурмитор” у Устипрачи. Развој тог краја допринијела је изградња још једне трасе жељезничке пруге. Жељезничка пруга Устипрача-Фоча дуга 42 километра, започета 1933. године, предата је у саобраћај 9. октобра 1939. године. Ту је на новој прузи подигнут бетонски мост, висок 20 метара над Прачом. Много година раније изграђена је жељезничка станица у мјесту, јер је постојала пруга ка Сарајеву.

## Становништво
| Демографија | Демографија | Демографија |
| Година      | Становника  | Становника  |
| ----------- | ----------- | ----------- |
| 1961.       | 570         |             |
| 1971.       | 580         |             |
| 1981.       | 580         |             |
| 1991.       | 498         |             |
| 2013.       | 260         |             |